# Giovanni Volta

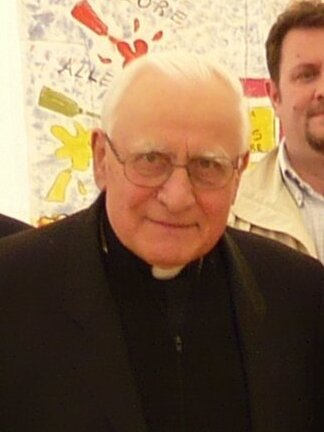
Bischofs Giovanni Volta

Bischofswappen

Giovanni Volta (* 14. März 1928 in Gazoldo degli Ippoliti, Provinz Mantua, Italien; † 4. Februar 2012 in Mantua) war ein italienischer Geistlicher und römisch-katholischer Bischof von Pavia.

## Leben
Giovanni Volta empfing am 29. Juni 1952 die Priesterweihe. Er war Regens des Diözesanseminars von Mantua und von 1977 bis 1986 Professor und Kaplan an der Università Cattolica del Sacro Cuore in Mailand.
Papst Johannes Paul II. ernannte ihn am 2. April 1986 zum Bischof von Pavia. Der Bischof von Mantua, Carlo Ferrari, spendete ihm am 25. Mai desselben Jahres die Bischofsweihe; Mitkonsekratoren waren Antonio Giuseppe Angioni, emeritierter Bischof von Pavia, und Giuseppe Amari, Bischof von Verona.
Er war Präsident der Kommission für Gerechtigkeit und Frieden der Italienischen Bischofskonferenz und hat hier maßgeblich in die Politik gewirkt.
Er war auch Großprior der Statthalterei Italia Settentrionale des Ritterordens vom Heiligen Grab zu Jerusalem.
Im Jahr 1996 feierte er das sechste Jubiläum der Kartause von Pavia und zu diesem Anlass richtete Papst Johannes Paul II. einen Brief an ihn.
Am 1. Dezember 2003 nahm Papst Johannes Paul II. sein altersbedingtes Rücktrittsgesuch an.